# Distretto di Bandar Baharu
Il distretto di Bandar Baharu è un distretto della Malaysia, fa parte dello stato del Kedah e il suo capoluogo è Serdang.